# Kosibaai

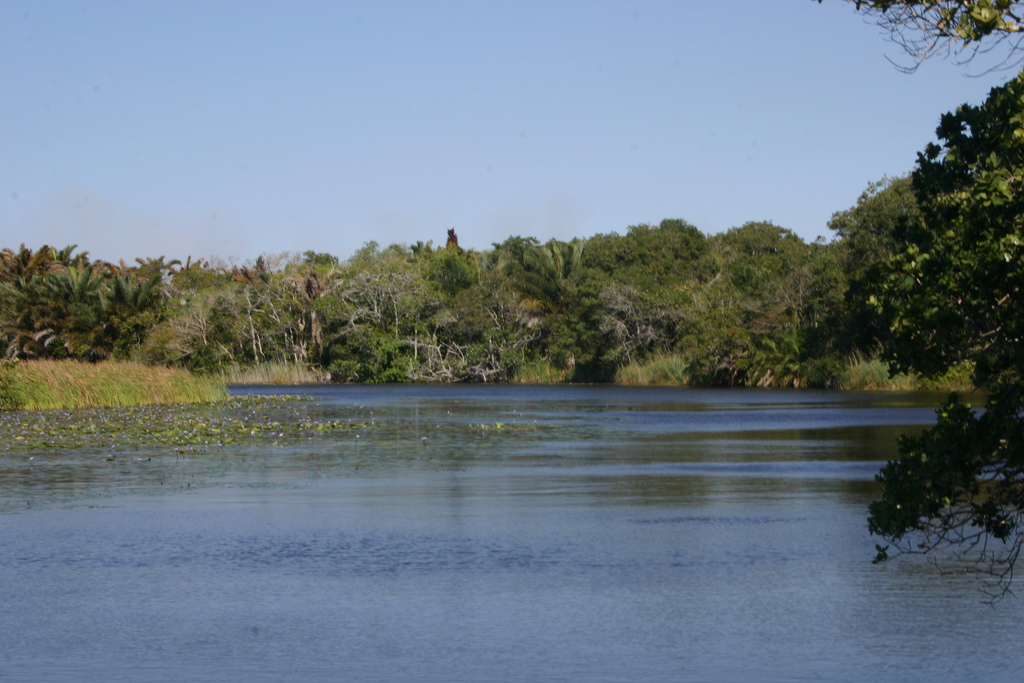
Zicht op de baai

Kosibaai (Engels: Kosi Bay) is natuurreservaat bestaande uit meren en een baai net ten zuiden van de grens tussen Zuid-Afrika (KwaZoeloe-Natal) en Mozambique. Het maakt deel uit van het iSimangaliso Wetland Park, beschermd als UNESCO Werelderfgoed.
Kosibaai bestaat uit een verzameling meren die door een kronkelend kanaal van zo'n 10 kilometer aan elkaar geregen worden. Het grootste meer is het 'Nhlangemeer' of Kosimeer. Dat meet circa 4 op 5 km en is tot 50 meter diep. De meren zijn rijk aan vis. Er is een rijke traditie om vistrappen te plaatsen, en door het heldere water staan de meren bekend als uitstekende locaties om te snorkelen.
Net over de grens, op zo'n 10 kilometer, ligt het Mozambikaanse kustdorpje Ponta do Ouro. De nabijgelegen grensovergang is de enige grensovergang tussen KwaZulu-Natal en Mozambique.
- Virtual International Authority File: 315130581